# Pokkinen
Pokkinen est  un  quartier du district central de la ville d'Oulu en Finlande.

## Description
Le quartier compte 2 382 habitants (31.12.2018).
Pokkinen est la partie la plus ancienne d'Oulu. 
L'hôtel de ville d'Oulu, la cathédrale d'Oulu, la place du marché d'Oulu et d'autres institutions culturelles et municipales sont situés dans le quartier.
Au cœur de ville, Rotuaari, une zone piétonne comprenant Kirkkokatu et Kauppurienatu, traverse le quartier. 
Agrémenté par de nombreux parcs dont le parc Franzén, l'ancien centre historique d'Oulu est situé à Pokkinen.

## Galerie

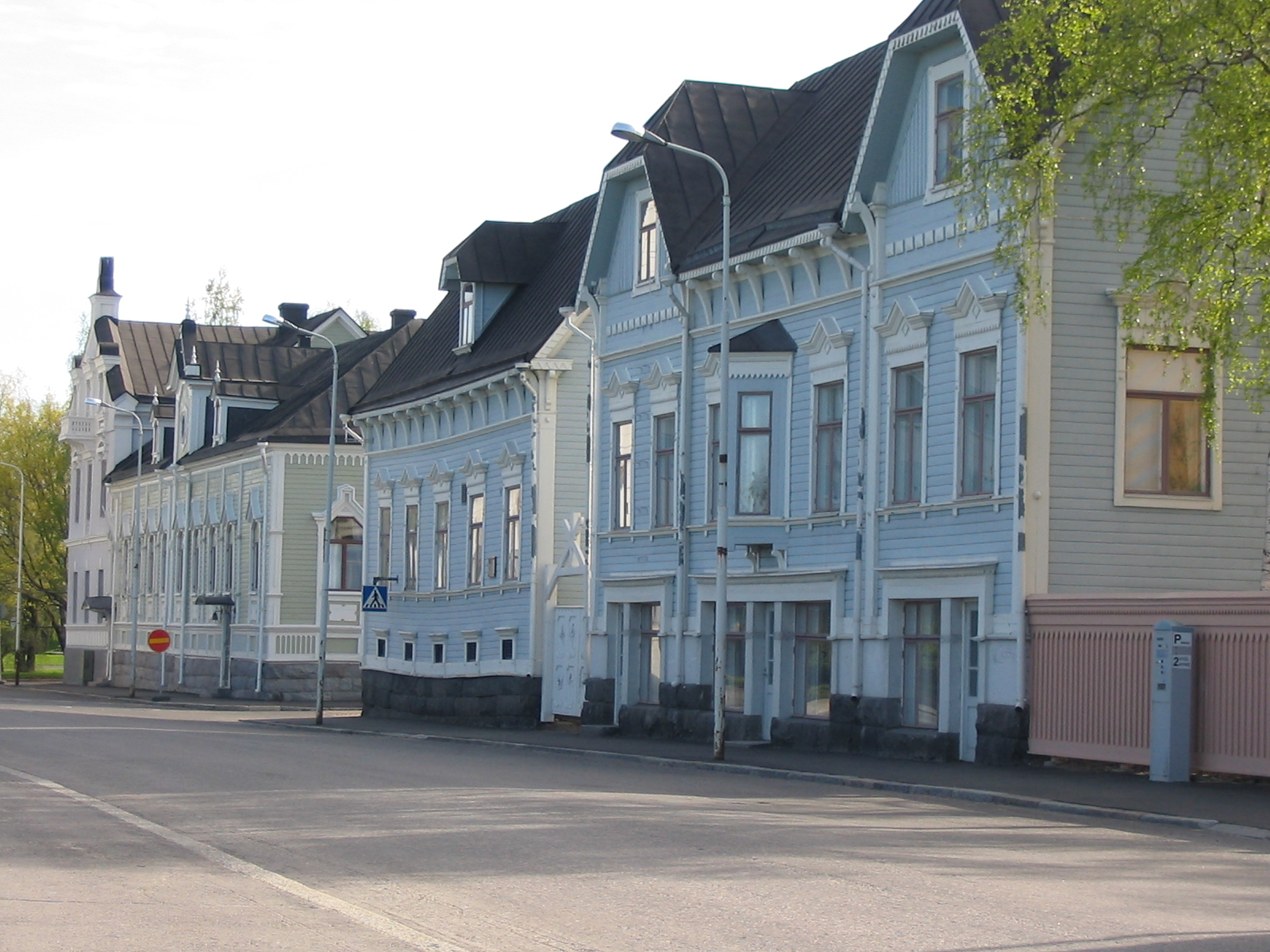
La rue Rantakatu.
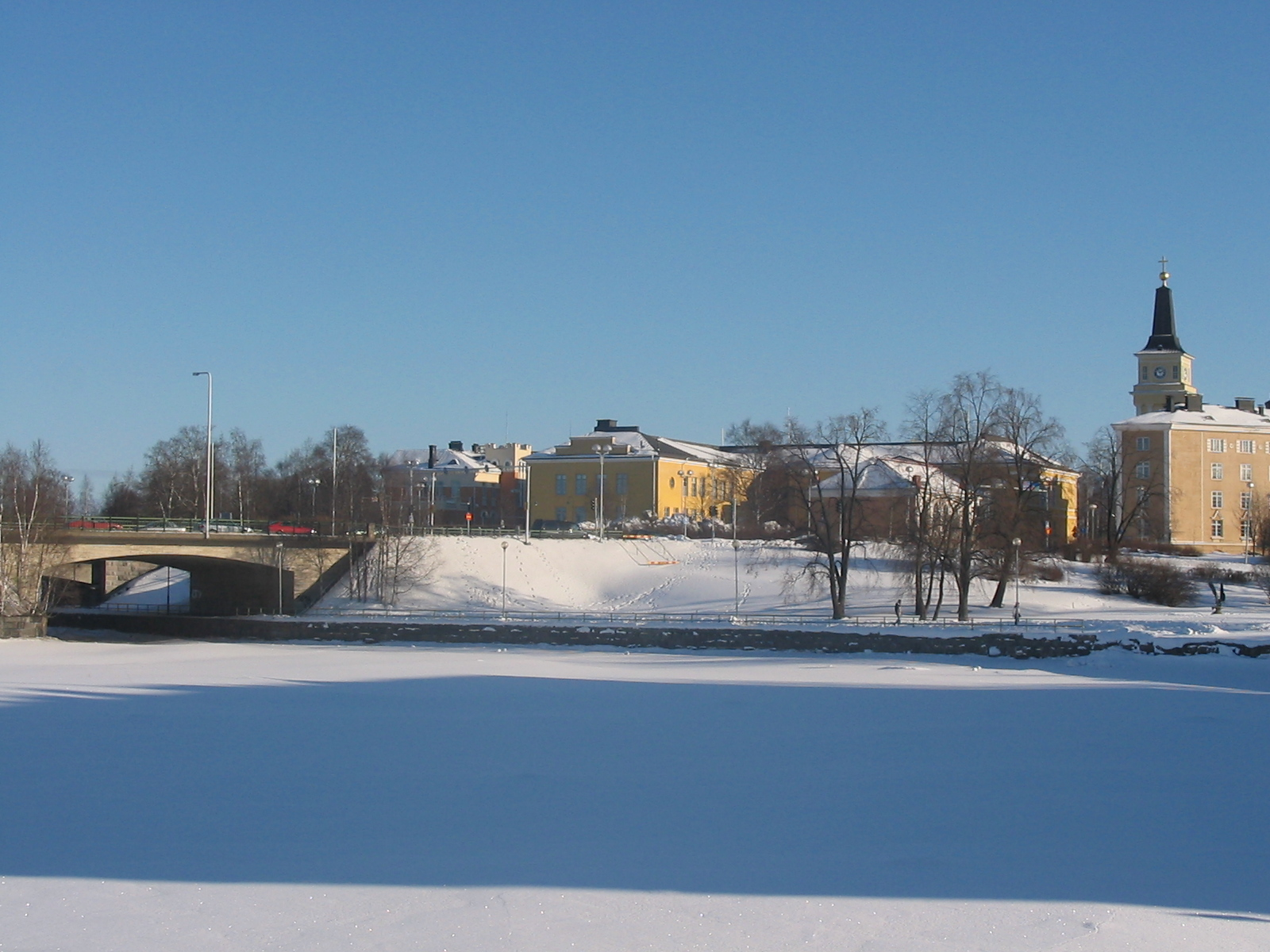
Le lycée d'Oulu et au fond le clocher de la cathédrale d'Oulu.
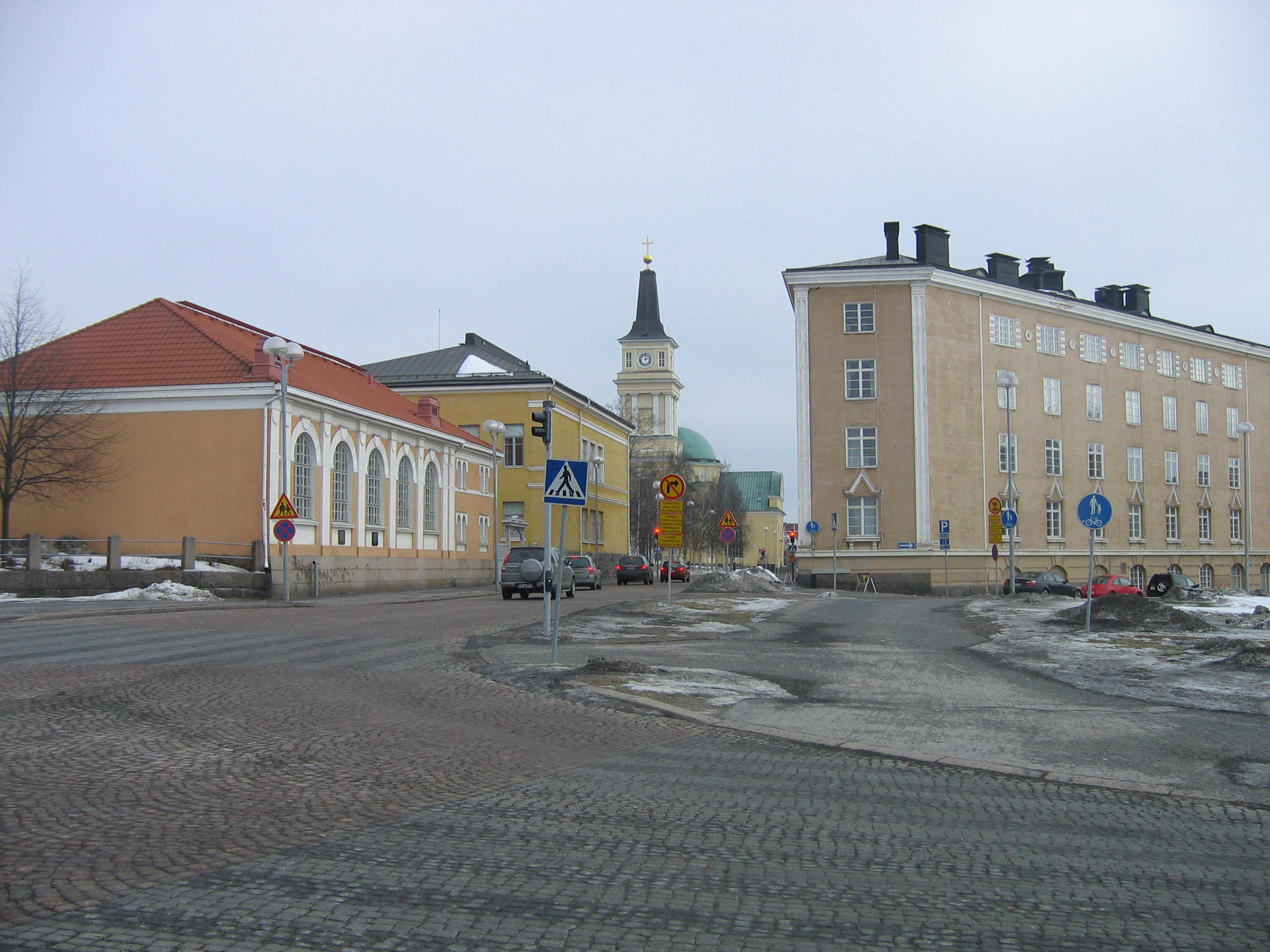
La maison triangulaire.
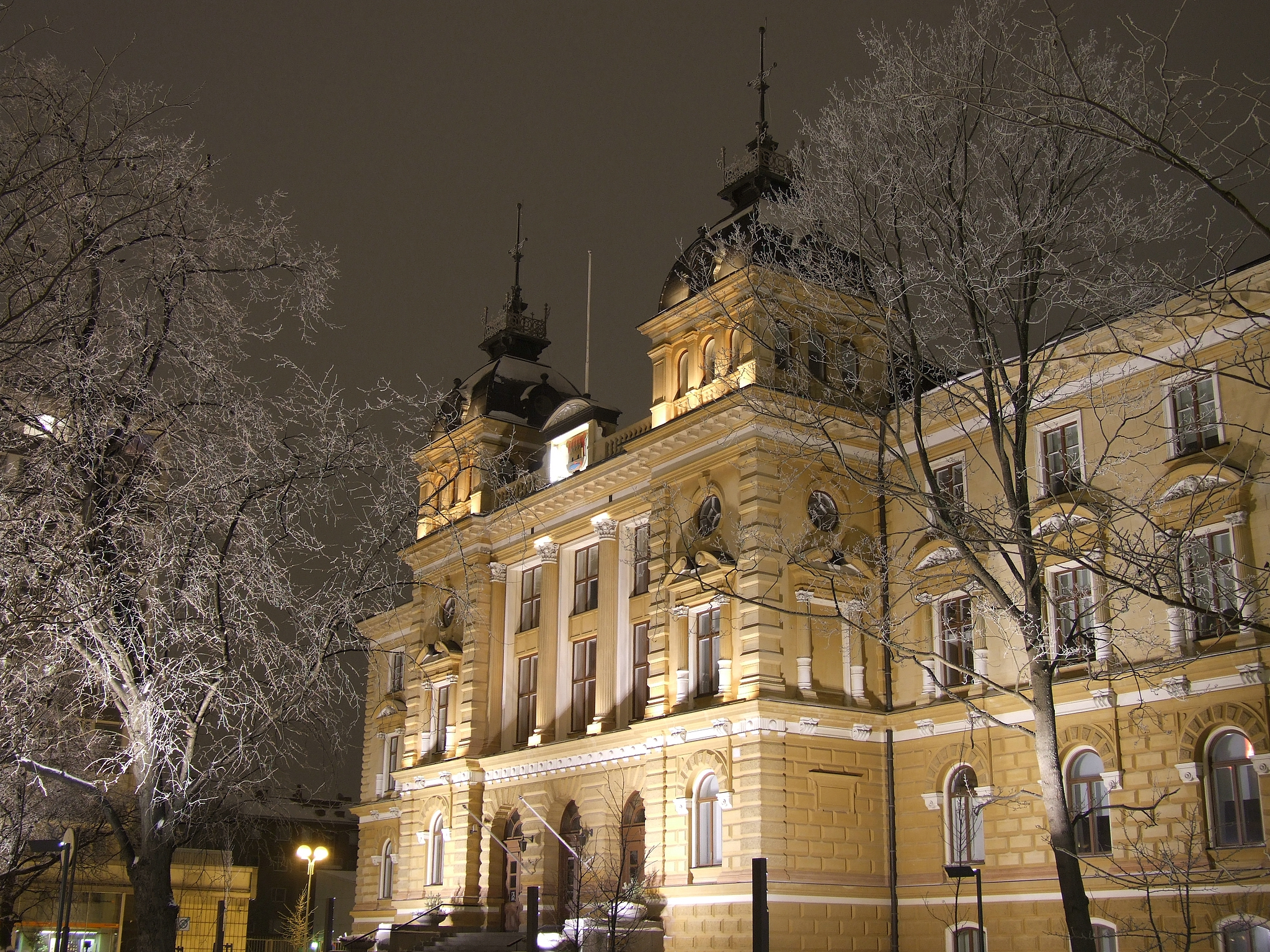
L'hôtel de ville et le parc Hallituspuisto
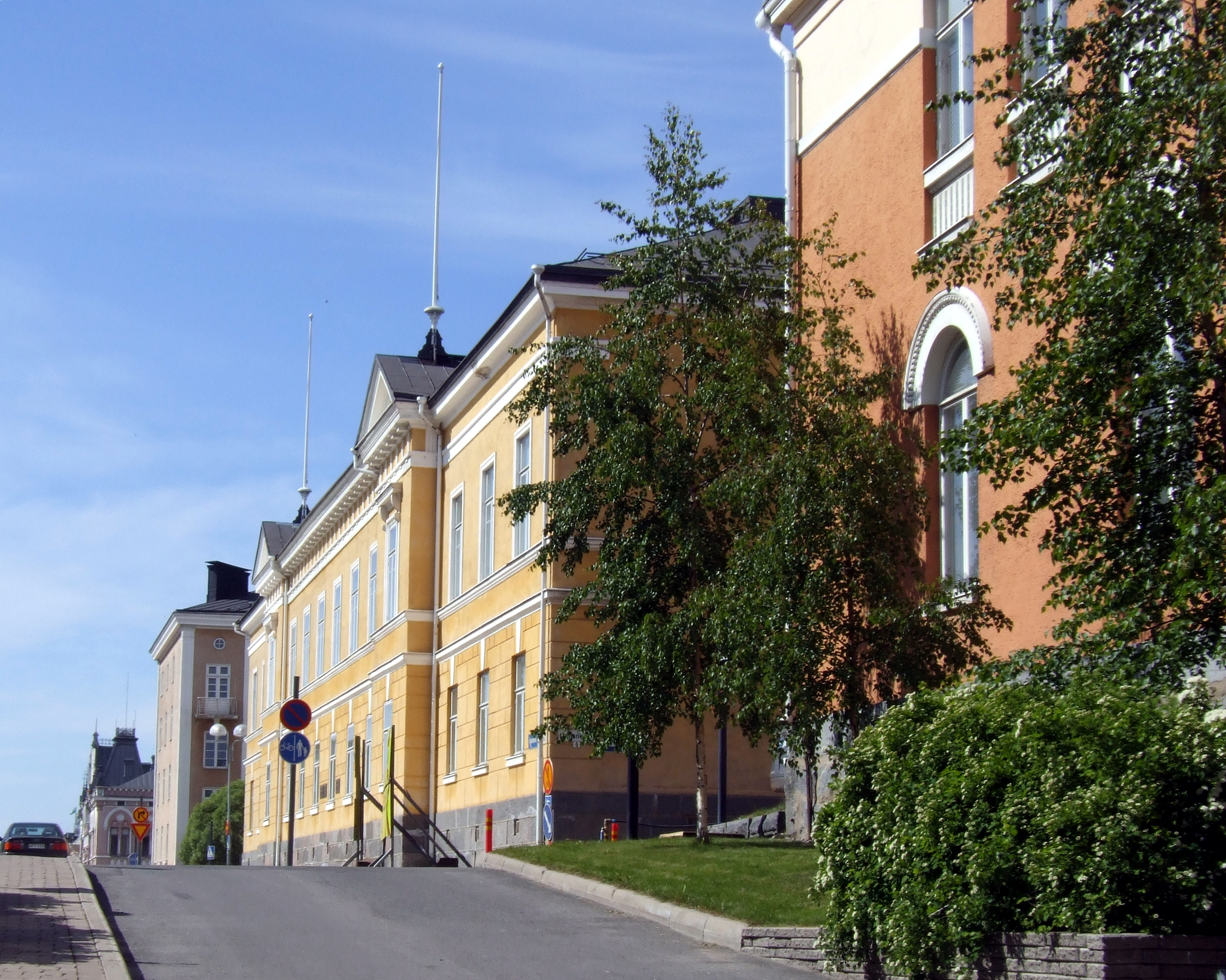
La rue Torikatu.
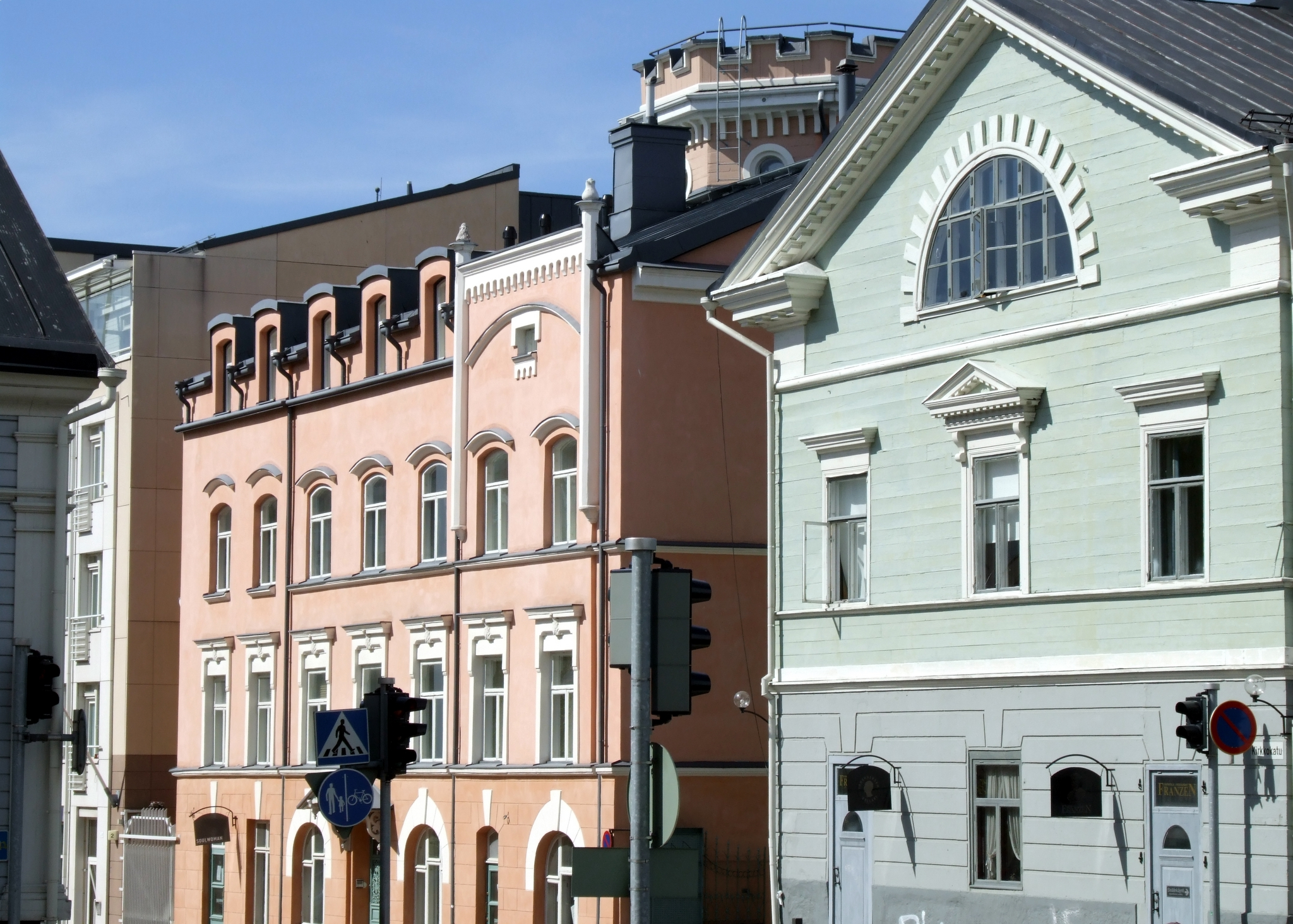
La rue Kirkkokatu et la maison Franzén.
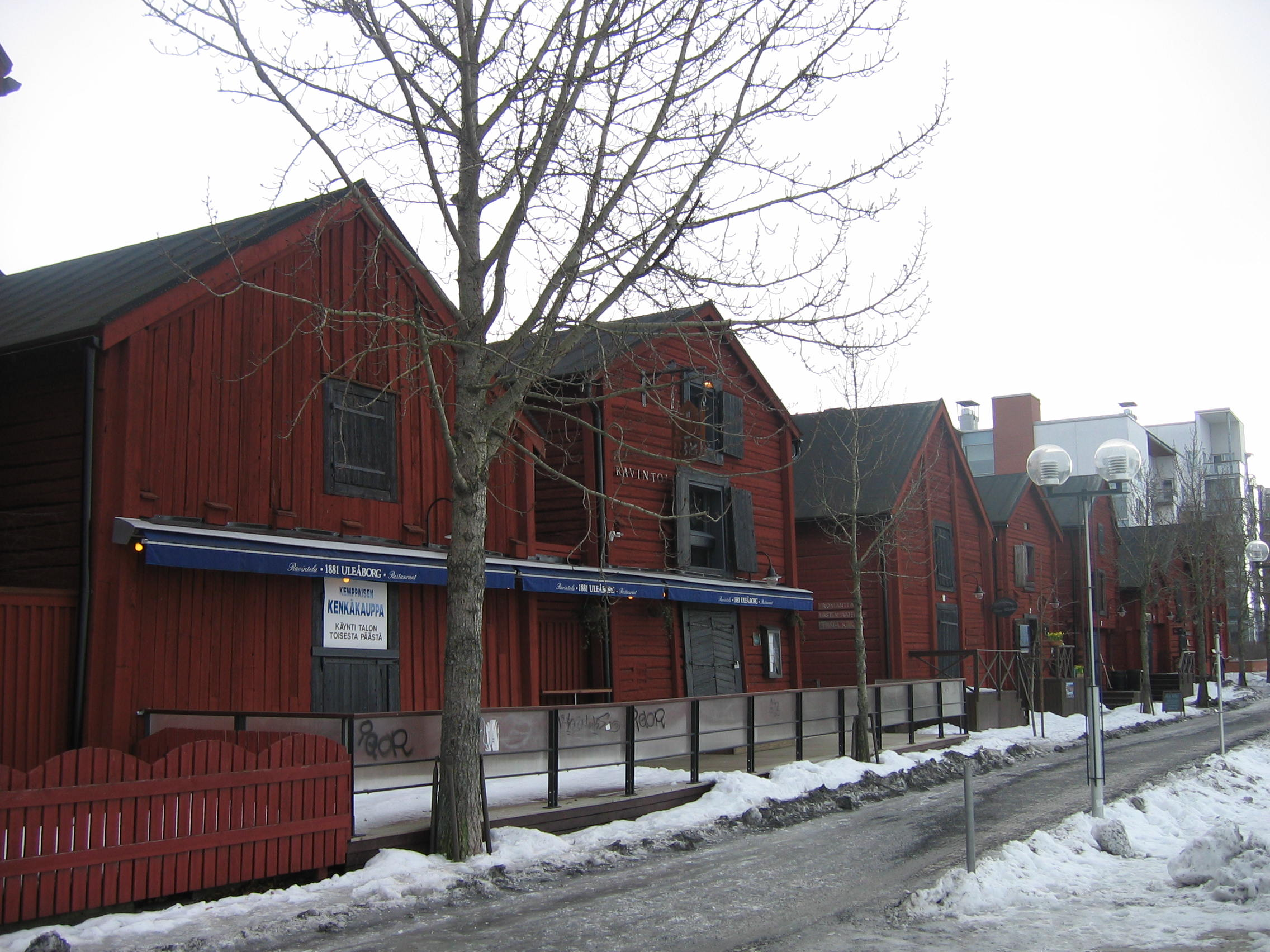
Anciens entrepôts du marché.